# جارون شپرد
جارون شپرد (انگلیسی: Jaron Schäfer؛ زادهٔ ۱۴ ژوئیهٔ ۱۹۹۳) بازیکن فوتبال اهل آلمان است.
از باشگاه‌هایی که در آن بازی کرده‌است می‌توان به باشگاه فوتبال زاربروکن اشاره کرد.